# Marcel Sabou
Marcel Sabou (Timișoara, Rumanía, 22 de agosto de 1965-Gijón, Asturias, España,  9 de junio de 2025) fue un futbolista rumano que jugaba de centrocampista.

## Trayectoria
Comenzó su carrera deportiva en el Politehnica Timișoara y en 1986 pasó al Dinamo de Bucarest. Tras disputar en Madrid un torneo amistoso en 1989 decidió  junto a su compañero de equipo, el lateral derecho Gheorghe "Gica" Viscreanu, no regresar a su país y demandar el asilo político.
En la temporada 1989-90 recaló en el filial del Real Madrid, el Castilla C. F. y, en la siguiente, se marchó al C. D. Tenerife. Este hecho causó un conflicto con la A. D Rayo Vallecano, que había obtenido los derechos del jugador por parte del Dinamo. Finalmente, se dictaminó que Sabou jugara en el club canario.
En julio de 1991 fichó por el Real Racing Club de Santander, con quien logró el ascenso a Primera División en la temporada 1992-93. Para la campaña 1993-94 se incorporó al Real Sporting de Gijón, donde permaneció tres años. Finalmente, en 1996 recaló en el Grupo Desportivo de Chaves portugués, equipo en el que se retiró en el año 2000.
Falleció en Gijón, donde vivía, el 9 de junio de 2025 tras varios años sufriendo ELA.

## Clubes
| Club                          | País     | Año       |
| ----------------------------- | -------- | --------- |
| Politehnica Timișoara         | Rumanía  | 1985-1986 |
| Dinamo de Bucarest            | Rumanía  | 1986-1989 |
| Castilla C. F.                | España   | 1989-1990 |
| C. D. Tenerife                | España   | 1990-1991 |
| Real Racing Club de Santander | España   | 1991-1993 |
| Real Sporting de Gijón        | España   | 1993-1996 |
| G. D. Chaves                  | Portugal | 1996-2000 |